# Patrick Bruel
Patrick Bruel, cuyo nombre real es Maurice Benguigui, (Tremecén, Argelia, 14 de mayo de 1959) es un conocido cantante, compositor, actor y jugador profesional de póker francés de origen judeo-argelino.
Su primer gran éxito en el mundo de la música fue Marre de cette nana-là. En 2002 editó Entre deux, un álbum de duetos con, entre otros, Charles Aznavour, Jean-Louis Aubert o Jean-Jacques Goldman. Ese mismo año compuso el tema francés para el Festival de Eurovisión, Il faut de temps, que obtuvo la quinta posición. Entre sus logros en la mesa de póker, en 1998 ganó el brazalete "World Series of Poker" y también ha participado en el World Poker Tour. Ha publicado más de 10 álbumes, siendo varios de ellos número uno en Francia.

## Discografía

### Estudio
- 1982 Vide
- 1984 De face
- 1989 Alors, regarde
- 1994 Bruel 1.ESO - D Pablo Delegado

- 1995 Plaza de los héroes
- 1999 Juste avant
- 2002 Entre deux
- 2006 Des Souvenirs devant

### Directos
- 1987 À tout à l'heure
- 1991 Si ce soir...
- 1995 On s'était dit...
- 2001 Rien ne s'efface...
- 2003 Entre deux à l'Olympia
- 2007 Des Souvenirs... ensemble
- 2015  Ange et Gabrielle